# Бустер, Джоэл Ким
Джоэл Александр Ким Бустер (англ. Joel Alexander Kim Booster; род. 29 февраля 1988 года, Чеджудо, Республика Корея), при рождении Ким Джунмин (кор. 김준민), — американский актёр, комик, продюсер и сценарист. Он является соавтором и сценаристом сериалов «Большой рот» и «Другие два», а также снимался в таких проектах, как «Выскочка», «В поиске» и «Солнечная сторона». В 2022 году он написал, спродюсировал и исполнил главную роль в романтической комедии Hulu «Файер-Айленд», современной адаптации «Гордости и предубеждения» с актёрским составом состоящим преимущественно из американцев азиатского происхождения. Двукратный номинант на прайм-таймовую премию «Эмми», номинант на премию Гильдии продюсеров США и кинопремию «Независимый дух».

## Ранняя жизнь и образование
Ким Джунмин родился на острове Чеджудо, Республика Корея. В младенчестве его усыновила американская семья. Он вырос в Плейнфилде, штат Иллинойс, в консервативной, белой, евангелической христианской семье и сначала обучался на дому. В 16 лет он впервые пошёл в государственную школу, что, по его словам, было «первым опытом общения с людьми, не исповедующими религию». Ким получил степень бакалавра в области театрального искусства в университете Милликина. Он является членом организации Демократических социалистов Америки.

## Карьера

### 2012—2017: Начало карьеры стендап-комика
Живя в Чикаго, Бустер устроился на работу копирайтером и начал выступать в театре и писать шутки после работы. Его карьера стендап-комика началась нетрадиционно: он выступал на разогреве у спектаклей в театральной сцене Чикаго. В 2014 году Бустер переехал в Нью-Йорк, чтобы продолжить карьеру в комедии. Осознавая нехватку качественных комедийных ролей в кино и на телевидении для азиатских актёров в то время, Бустер черпал вдохновение из карьеры Минди Калинг и Азиза Ансари и решил сосредоточиться на создании собственного бренда и идентичности через стендап, чтобы впоследствии получить более качественные актёрские роли. После переезда в Нью-Йорк он быстро достиг новых высот в стендапе, выступив на шоу Конана в 2016 году и сняв 30-минутный стендап-специальный выпуск для «Comedy Central Stand-Up Presents» в 2017 году. 3 ноября 2018 года он выпустил свой дебютный стендап-альбом Model Minority. Материал альбома затрагивает темы расизма в гей-сообществе, взросления азиатом в белом сообществе и его собственного отказа от стереотипов об американцах азиатского происхождения.

### 2018—2021: Расширение сферы деятельности: ведение мероприятий, написание комедий, актёрская игра
В 2018 году карьера Бустера в актёрской сфере начала набирать обороты. Он снялся вместе с Сьюзан Сарандон в оригинальном фильме YouTube «Гадюшник» и получил роль в сериале Netflix «Неделя до…». В 2019 году он был приглашённым актёром в популярном на Hulu сериале «Выскочка» с Эйди Брайант в главной роли, основанном на одноимённых мемуарах Линди Уэст. Также он сыграл Джунхо в комедийном сериале NBC «Солнечная сторона», который выходил один сезон. В то же время Бустер добился успеха как комедийный сценарист и продюсер, работая над известными комедиями «Большой рот», «Билли на улице» и «Другие двое».
Он является постоянным участником шоу «Подожди, подожди... Только не говори мне!» на NPR. В 2019 году он запустил подкаст «Неотложная помощь с Джоэлом Кимом Бустером + Митра Джохари» вместе с комиком Митрой Джухари на платформе Earwolf. Бустер участвовал в выпуске шоу «The George Lucas Talk Show» от 8 декабря 2020 года вместе с коллегой Элизой Скиннер.

### 2021—настоящее время: прорыв в Голливуде и успех в массовой культуре
Бустер написал сценарий и снялся в романтической комедии 2022 года «Файер-Айленд», которая транслировалась на Hulu и была вдохновлена «Гордостью и предубеждением». Это один из немногих мейнстримных гей-фильмов с преимущественно азиатско-американским актерским составом и коллегами по фильму Маргарет Чо, Боуэном Янгом и Конрадом Рикаморой. Фильм получил положительный отклик и был отмечен за свою кинематографичность, верность «Гордости и предубеждению» и изображение нежной дружбы между Хоуи и Ноем (их сыграли Янг и Бустер).
В 2022 году Джоэл Ким Бустер выпустил стендап-концерт под названием «Джоэл Ким Бустер: Психосексуал» на Netflix. Эбби Уайт из The Hollywood Reporter положительно оценила выступление: «...«Психосексуал» представляет собой остроумное и язвительное деконструирование и реконструкцию идентичности Бустера на сцене; отрицание не только его роли представителя или «образца для подражания» для различных сообществ, но и утверждение, что единственная задача комика — рассказывать шутки, независимо от того, касаются ли они какого-либо сообщества вообще».

## Личная жизнь
Бустер — гей, и он часто говорит о своей сексуальной ориентации в своих стендапах. Он объяснил, что знал о своей ориентации с детства («до того, как я узнал, что я азиат»), но держал это в секрете. В выпускном классе его родители узнали о его ориентации, прочитав его дневник, в котором он описывал свои сексуальные контакты с другими мальчиками. Бустер съехал от родителей и занялся каучсёрфингом, пока не поселился у друга семьи. 21 июля 2020 года Бустер публично заявил, что страдает биполярным расстройством.
1 сентября 2024 года Бустер объявил в Твиттере о своей помолвке с Джоном-Майклом Судсиной в Южной Корее.

## Фильмография

### Кино
| Год  | Название                    | Роль                 | Примечания                                | Ист.   |
| ---- | --------------------------- | -------------------- | ----------------------------------------- | ------ |
| 2018 | Неделя до…                  | Стюард авиакомпании  |                                           |        |
| 2018 | Гадюшник                    | Робби                |                                           | [ 25 ] |
| 2022 | Как выжить без смартфона    | Фил                  |                                           | [ 26 ] |
| 2022 | Файер-Айленд                | Ноа                  | Также сценарист и исполнительный продюсер | [ 16 ] |
| 2023 | Уркел спасает Санту: Фильм  | Клерк Гэри           | Direct-to-video, озвучивание              |        |
| 2024 | Возлюбленные                | Итан                 |                                           |        |
| 2025 | Кей-поп охотницы на демонов | «романтический» Saja | Озвучивание                               |        |

### Телевидение
| Year       | Title                                  | Role                                                   | Notes                                           | Ист.   |
| ---------- | -------------------------------------- | ------------------------------------------------------ | ----------------------------------------------- | ------ |
| 2013–2014  | Кам Кардашьян                          | Джоэл                                                  | Веб-сериал; также сценарист                     | [ 27 ] |
| 2013–2014  | Funemployed                            | Чарли / Бэк-танцор                                     | Веб-сериал                                      |        |
| 2016       | Конан                                  | Он сам                                                 | Стендап                                         | [ 27 ] |
| 2017       | Comedy Central Stand-Up Presents       | Он сам                                                 | Стендап                                         | [ 25 ] |
| 2018       | Comedy Central's Thank You, Goodnight! | Он сам                                                 |                                                 |        |
| 2019       | Другие двое                            | N/A                                                    | Сценарист и продюсер                            | [ 27 ] |
| 2019       | Ты не монстр                           | Призрак оперы                                          | Озвучивание                                     | [ 28 ] |
| 2019       | Конь БоДжек                            | Бывший парень Мод                                      | Озвучивание, эпизод: «Лицо депрессии»           | [ 29 ] |
| 2019       | Солнечная сторона                      | Джун Хо                                                |                                                 | [ 29 ] |
| 2019–2020  | Выскочка                               | Тони                                                   | Повторяющаяся роль                              | [ 27 ] |
| 2019–2023  | Большой рот                            | Чарльз Лу                                              | Озвучивание, эпизодическая роль; также продюсер | [ 29 ] |
| 2020       | В поиске                               | Питер                                                  |                                                 | [ 29 ] |
| 2021       | Возвращение АйКарли                    | Алексавьер                                             |                                                 | [ 27 ] |
| 2021       | Закусочная Боба                        | Тренер по жизни Дэйн                                   | Озвучивание, эпизод: «Тыквомания»               | [ 30 ] |
| 2021       | Умерь свой энтузиазм                   | Исполнительный директор Hulu №1                        |                                                 | [ 31 ] |
| 2021       | Корпорация «Санта»                     | Джингл Джим                                            | Озвучивание                                     | [ 32 ] |
| 2022       | Американский папаша!                   | Герик / Золотой орех / Сотрудник продуктового магазина | Озвучивание, 2 эпизода                          | [ 25 ] |
| 2022       | Джоэл Ким Бустер: Психосексуал         | Он сам                                                 | Стендам                                         | [ 21 ] |
| 2022       | Stand Out: An LGBTQ + Celebration      | Он сам                                                 | Стендам                                         | [ 33 ] |
| 2022       | Celebrity Jeopardy!                    | Он сам                                                 | Участник                                        | [ 34 ] |
| 2022       | The Great American Baking Show         | Он сам                                                 | Участник                                        |        |
| 2022–н. в. | Женщина при деньгах                    | Николас                                                | Главная роль; также сценарист                   | [ 35 ] |
| 2023       | Гламур                                 | Клифф                                                  |                                                 |        |
| 2023       | Is It Cake?                            | Он сам / Судья                                         | Эпизод: «Тот самый торт из 90-х»                |        |
| 2024       | Королевские гонки Ру Пола              | Он сам / Судья                                         | Эпизод: «Корпоративные королевы»                |        |
| 2024       | Индустрия                              | Фрэнк Уэйд                                             | Эпизод: «Оно»                                   |        |
| 2025–н. в. | Love Hotel                             | Он сам / Ведущий                                       |                                                 |        |

## Дискография
- 2018: Model Minority[7]

## Награды и номинации
| Награда                       | Год  | Категория                                          | Работа / Номинант | Результат | Ист.   |
| ----------------------------- | ---- | -------------------------------------------------- | ----------------- | --------- | ------ |
| Dorian Awards                 | 2022 | Премия Уайльда за остроумие                        | н/д               | Номинация | [ 36 ] |
| Премия «Готэм»                | 2022 | Лучший актёрский состав                            | Файер-Айленд      | Победа    | [ 37 ] |
| GLAAD Media Awards            | 2023 | Выдающийся фильм — телевидение или стриминг        | Файер-Айленд      | Номинация | [ 38 ] |
| Премия «Независимый дух»      | 2023 | Лучший дебютный сценарий                           | Файер-Айленд      | Номинация | [ 39 ] |
| Премия Гильдии продюсеров США | 2023 | Лучший потоковый или телевизионный фильм           | Файер-Айленд      | Номинация | [ 40 ] |
| Прайм-таймовая премия «Эмми»  | 2023 | Лучший телефильм                                   | Файер-Айленд      | Номинация | [ 41 ] |
| Прайм-таймовая премия «Эмми»  | 2023 | Лучший сценарий мини-сериала, антологии или фильма | Файер-Айленд      | Номинация | [ 41 ] |